# Mourmelon-le-Grand

Mourmelon-le-Grand este o comună în departamentul Marne, Franța. În 2009 avea o populație de 4,910 de locuitori.